# Ormosia tahoensis
Ormosia tahoensis is een tweevleugelige uit de familie steltmuggen (Limoniidae). De soort komt voor in het Nearctisch gebied.